# CCC Development Team
La CCC Development Team era una squadra maschile polacca di ciclismo su strada, attiva dal 2000 al 2020.
Dopo aver debuttato nel professionismo nel 2000 grazie alla sponsorizzazione del marchio di abbigliamento CCC, nel 2003 divenne la prima squadra polacca di prima categoria e in stagione, con Pavel Tonkov tra le sue file, fu invitata per la prima volta al Giro d'Italia. Inattiva nel 2005, nel 2006 venne rifondata con base a Polkowice; assunse prima licenza di UCI Continental Team, poi nel 2010 quella di squadra Professional Continental, venendo invitata ancora al Giro nel 2015 e nel 2017. Nell'ultimo biennio di attività prima della chiusura, dal 2019 al 2020, costituì infine la formazione Continental di sviluppo del sodalizio World Tour CCC Team, ex BMC Racing Team.

## Cronistoria

### Annuario
| Anno | Codice | Nome                  | Cat.  | Biciclette | Dirigenza |
| ---- | ------ | --------------------- | ----- | ---------- | --- |
| 2000 | MAT    | Mat-Ceresit CCC       | GSII  | Scapin     | Manager: Jan Orda Dir. sportivi: Andrzej Sypytkowski, Jacques Jolidon, Luc Schuddinck                                                  |
| 2001 | CCC    | CCC-Mat               | GSII  | Scapin     | Manager: Jan Orda Dir. sportivi: Andrzej Sypytkowski, Giancarlo Ghillioni, Dariusz Zakrezewski                                         |
| 2002 | CCC    | CCC-Polsat            | GSII  | Giant      | Manager: Jan Orda Dir. sportivi: Andrzej Sypytkowski, Giancarlo Ghillioni, Dariusz Zakrezewski, Dariusz Bigos                          |
| 2003 | CCC    | CCC-Polsat            | GSI   | Orbea      | Manager: Jan Orda Dir. sportivi: Andrzej Sypytkowski, Jaros Chojnicki, Dariusz Zakrezewski, Wacław Skarul, Fabio Becherini, Jesús Suic |
| 2004 | CCC    | Hoop-CCC-Polsat-Atlas | GSIII | Orbea      | Manager: Jan Orda Dir. sportivi: Andrzej Sypytkowski, Jaros Chojnicki, Dariusz Zakrezewski, Wacław Skarul                              |

| Anno | Codice | Nome                  | Cat. | Biciclette | Dirigenza |
| ---- | ------ | --------------------- | ---- | ---------- | --- |
| 2006 | SPL    | CCC Polsat            | CT   | ?          | Manager: Paweł Osuch Dir. sportivi: Jacek Bodyk, Zbigniew Spruch                                               |
| 2007 | SPL    | CCC Polsat Polkowice  | CT   | ?          | Manager: Paweł Osuch, Krzysztof Korsak Dir. sportivi: Jacek Bodyk, Marek Leśniewski                            |
| 2008 | SPL    | CCC Polsat Polkowice  | CT   | Merida     | Manager: Krzysztof Korsak Dir. sportivi: Jacek Bodyk, Marek Leśniewski, Robert Krajewski                       |
| 2009 | CCC    | CCC Polsat Polkowice  | CT   | Merida     | Manager: Krzysztof Korsak Dir. sportivi: Piotr Wadecki, Robert Krajewski                                       |
| 2010 | CCC    | CCC Polsat Polkowice  | PCT  | Merida     | Manager: Krzysztof Korsak Dir. sportivi: Piotr Wadecki, Robert Krajewski                                       |
| 2011 | CCC    | CCC Polsat Polkowice  | PCT  | Merida     | Manager: Krzysztof Korsak Dir. sportivi: Piotr Wadecki, Robert Krajewski                                       |
| 2012 | CCC    | CCC Polsat Polkowice  | CT   | Merida     | Manager: Krzysztof Korsak Dir. sportivi: Piotr Wadecki, Robert Krajewski                                       |
| 2013 | CCC    | CCC Polsat Polkowice  | PCT  | Guerciotti | Manager: Krzysztof Korsak Dir. sportivi: Piotr Wadecki, Robert Krajewski, Robert Czopek, Gabriele Missaglia    |
| 2014 | CCC    | CCC Polsat Polkowice  | PCT  | Guerciotti | Manager: Krzysztof Korsak Dir. sportivi: Piotr Wadecki, Robert Krajewski, Gabriele Missaglia                   |
| 2015 | CCC    | CCC Sprandi Polkowice | PCT  | Guerciotti | Manager: Robert Krajewski Dir. sportivi: Piotr Wadecki, Tomasz Brożyna, Gabriele Missaglia                     |
| 2016 | CCC    | CCC Sprandi Polkowice | PCT  | Guerciotti | Manager: Robert Krajewski Dir. sportivi: Piotr Wadecki, Sławomir Błaszczyk, Tomasz Brożyna, Gabriele Missaglia |
| 2017 | CCC    | CCC Sprandi Polkowice | PCT  | Guerciotti | Manager: Robert Krajewski Dir. sportivi: Piotr Wadecki, Sławomir Błaszczyk, Tomasz Brożyna, Gabriele Missaglia |
| 2018 | CCC    | CCC Sprandi Polkowice | PCT  | Guerciotti | Manager: Robert Krajewski Dir. sportivi: Piotr Wadecki, Sławomir Błaszczyk, Tomasz Brożyna, Gabriele Missaglia |
| 2019 | CDT    | CCC Development Team  | CT   | Giant      | Manager: Robert Krajewski Dir. sportivi: Piotr Wadecki, Sławomir Błaszczyk, Tomasz Brożyna                     |
| 2020 | CDT    | CCC Development Team  | CT   | Giant      | Manager: Robert Krajewski Dir. sportivi: Tomasz Brożyna, Sławomir Błaszczyk, Piotr Kosmala                     |

### Classifiche UCI
Aggiornato al 31 dicembre 2018.
| Anno | Classifica | Pos. | Migliore cl. individuale     |
| ---- | ---------- | ---- | ---------------------------- |
| 2009 | Africa T.  | 6º   | Krzysztof Jeżowski (24º)     |
| 2009 | Asia T.    | 23º  | Krzysztof Jeżowski (38º)     |
| 2009 | Europe T.  | 35º  | Krzysztof Jeżowski (78º)     |
| 2010 | America T. | 45º  | Tomasz Smoleń (180º)         |
| 2010 | Europe T.  | 29º  | Adrian Honkisz (98º)         |
| 2011 | Asia T.    | 8º   | Mateusz Taciak (32º)         |
| 2011 | Europe T.  | 16º  | André Schulze (37º)          |
| 2012 | Asia T.    | 52º  | Sylwester Janiszewski (191º) |
| 2012 | Europe T.  | 23º  | Marek Rutkiewicz (25º)       |
| 2013 | America T. | 37º  | Bartłomiej Matysiak (309º)   |
| 2013 | Europe T.  | 8º   | Davide Rebellin (3º)         |
| 2014 | Asia T.    | 46º  | Adrian Honkisz (161º)        |
| 2014 | Europe T.  | 7º   | Davide Rebellin (3º)         |
| 2015 | Asia T.    | 44º  | Grzegorz Stepniak (155º)     |
| 2015 | Europe T.  | 8º   | Davide Rebellin (9º)         |
| 2016 | Asia T.    | 40º  | Davide Rebellin (110º)       |
| 2016 | Europe T.  | 16º  | Davide Rebellin (158º)       |
| 2017 | Asia T.    | 74º  | Simone Ponzi (352º)          |
| 2017 | Europe T.  | 10º  | Maciej Paterski (94º)        |
| 2018 | Asia T.    | 34º  | Łukasz Owsian (33º)          |
| 2018 | Europe T.  | 6º   | Jan Tratnik (9º)             |

## Palmarès

### Grandi Giri
- Giro d'Italia

Partecipazioni: 3 (2003, 2015, 2017)
Vittorie di tappa: 0
Vittorie finali: 0
Altre classifiche: 0
- Tour de France

Partecipazioni: 0
- Vuelta a España

Partecipazioni: 0

### Campionati nazionali
- Campionati bulgari: 5

In linea: 2004 (Plamen Stojanov); 2014, 2015 (Nikolaj Mihajlov)
Cronometro: 2012, 2015 (Nikolaj Mihajlov)
- Campionati cechi: 2

Cronometro: 2001, 2002 (Ondřej Sosenka)
- Campionati irlandesi: 2

In linea: 2001 (David McCann)
Cronometro: 2001 (David McCann)
- Campionati lettoni: 1

In linea: 2003 (Andris Naudužs)
- Campionati polacchi: 9

In linea: 2001 (Radosław Romanik), 2003 (Piotr Przydział), 2009 (Krzysztof Jezowski, 2011 (Tomasz Marczyński), 2014 (Bartłomiej Matysiak), 2020 (Stanisław Aniołkowski)
Cronometro: 2001 (Piotr Przydział), 2002 (Krzysztof Szafrański), 2004 (Sławomir Kohut), 2011 (Tomasz Marczyński)
- Campionati sloveni: 1

Cronometro: 2018 (Jan Tratnik)

## Organico 2020
Aggiornato al 31 dicembre 2020.

### Staff tecnico
|  | Naz.               | Ruolo | Sportivo           |  |  |  |
|  | ------------------ | ----- | ------------------ |  |  |  |
|  | Polonia (bandiera) | GM    | Robert Krajewski   |  |  |  |
|  | Polonia (bandiera) | DS    | Tomasz Brożyna     |  |  |  |
|  | Polonia (bandiera) | DS    | Sławomir Błaszczyk |  |  |  |
|  | Polonia (bandiera) | DS    | Piotr Kosmala      |  |  |  |

### Rosa
|  | Naz.                 |  | Sportivo              | Anno |  |  |
|  | -------------------- |  | --------------------- | ---- |  |  |
|  | Polonia (bandiera)   |  | Stanisław Aniołkowski | 1997 |  |  |
|  | Polonia (bandiera)   |  | Michal Galka          | 2001 |  |  |
|  | Polonia (bandiera)   |  | Dominik Gorak         | 2001 |  |  |
|  | Polonia (bandiera)   |  | Michał Jaskot         | 2001 |  |  |
|  | Rep. Ceca (bandiera) |  | Petr Kelemen          | 2000 |  |  |
|  | Polonia (bandiera)   |  | Szymon Krawczyk       | 1998 |  |  |
|  | Russia (bandiera)    |  | Savva Novikov         | 1999 |  |  |
|  | Polonia (bandiera)   |  | Damien Papierski      | 2000 |  |  |
|  | Polonia (bandiera)   |  | Piotr Pekala          | 1998 |  |  |
|  | Polonia (bandiera)   |  | Szymon Tracz          | 1998 |  |  |
|  | Polonia (bandiera)   |  | Kacper Walkowiak      | 2000 |  |  |
|  | Polonia (bandiera)   |  | Karol Wawrzyniak      | 2000 |  |  |